# Sepia dollfusi
Sepia dollfusi är en bläckfiskart som beskrevs av Adam 1941. Sepia dollfusi ingår i släktet Sepia och familjen Sepiidae. IUCN kategoriserar arten globalt som otillräckligt studerad. Inga underarter finns listade i Catalogue of Life.